# Galardones de la Eurocup
Los galardones de la Eurocup son los reconocimientos que se conceden a los jugadores que mejor desempeño individual demuestran en una temporada determinada de la Eurocup, la segunda competición de clubes de baloncesto de Europa.

## Galardones
Los galardones se entregan al final de cada temporada son los siguientes: MVP de la Temporada, MVP de la Final, Estrella emergente, Entrenador del año y Quinteto ideal de la temporada. Además, durante la propia temporada, se van entregando el galardón al MVP de la semana al jugador más destacado de cada jornada.

### MVP de la Final
| Temporada | Jugador               | Equipo                       | Ref.       |
| --------- | --------------------- | ---------------------------- | ---------- |
| 2002–03   | Dejan Tomašević       | Pamesa Valencia              |            |
| 2003–04   | Kelly McCarty         | Hapoel Migdal Jerusalem      |            |
| 2004–05   | Robertas Javtokas     | Lietuvos Rytas               |            |
| 2005–06   | Ruben Douglas         | Dynamo Moscow                |            |
| 2006–07   | Charles Smith         | Real Madrid                  |            |
| 2007–08   | Rudy Fernández        | DKV Joventut                 |            |
| 2008–09   | Marijonas Petravičius | Lietuvos Rytas (2)           |            |
| 2009–10   | Matt Nielsen          | Power Electronics (2)        | [ 1 ]      |
| 2010–11   | Marko Popović         | Unics                        | [ 2 ]      |
| 2011–12   | Zoran Planinić        | BC Khimki                    | [ 3 ]      |
| 2012–13   | Richard Hendrix       | Lokomotiv Kuban Krasnodar    |            |
| 2013–14   | Justin Doellman       | Valencia Basket Club (3)     | [ 4 ]      |
| 2014–15   | Tyrese Rice           | Khimki Moscow Region (2)     | [ 5 ]      |
| 2015–16   | Stephane Lasme        | Galatasaray                  | [ 6 ]      |
| 2016–17   | Alberto Díaz          | Unicaja Málaga               | [ 7 ]      |
| 2017–18   | Scottie Wilbekin      | Darüşşafaka                  | [ 8 ]      |
| 2018–19   | Will Thomas           | Valencia Basket (4)          | [ 9 ]      |
| 2019–20   | Sin premio            | Sin premio                   | Sin premio |
| 2020–21   | Rob Gray              | Monaco                       | [ 10 ]     |
| 2021–22   | Miloš Teodosić        | Virtus Segafredo Bologna     | [ 11 ]     |
| 2022–23   | John Shurna           | Club Baloncesto Gran Canaria | [ 12 ]     |
| 2023–24   | T. J. Shorts          | Paris Basketball             | [ 13 ]     |
| 2024–25   | Johnathan Motley      | Hapoel Tel Aviv              | [ 14 ]     |

### MVP de la Temporada
| Temporada | Jugador            | Equipo                    | Ref.       |
| --------- | ------------------ | ------------------------- | ---------- |
| 2008–09   | Chuck Eidson       | Lietuvos Rytas            | [ 15 ]     |
| 2009–10   | Marko Banić        | Bizkaia Bilbao Basket     | [ 16 ]     |
| 2010–11   | Dontaye Draper     | Cedevita Zagreb           | [ 17 ]     |
| 2011–12   | Patrick Beverley   | Spartak St. Petersburg    | [ 18 ]     |
| 2012–13   | Nick Calathes      | Lokomotiv Kuban Krasnodar | [ 19 ]     |
| 2013–14   | Andrew Goudelock   | Unics Kazan               | [ 20 ]     |
| 2014–15   | Tyrese Rice        | Khimki Moscow Region      | [ 21 ]     |
| 2015–16   | Errick McCollum    | Galatasaray               | [ 22 ]     |
| 2016-17   | Alexey Shved       | BC Khimki                 | [ 23 ]     |
| 2017-18   | Scottie Wilbekin   | Darüşşafaka               | [ 24 ]     |
| 2018–19   | Luke Sikma         | Alba Berlin               | [ 25 ]     |
| 2019–20   | Sin premio         | Sin premio                | Sin premio |
| 2020–21   | Jamar Smith        | UNICS Kazan               | [ 26 ]     |
| 2021–22   | Mouhammadou Jaiteh | Virtus Segafredo Bologna  | [ 27 ]     |
| 2022–23   | Jerian Grant       | Türk Telekom B. K.        | [ 28 ]     |
| 2023–24   | T. J. Shorts       | Paris Basketball          | [ 29 ]     |
| 2024–25   | Jared Harper       | Hapoel Jerusalem          | [ 30 ]     |

### Estrella emergente
| Temporada | Jugador                    | Equipo                     | Ref.       |
| --------- | -------------------------- | -------------------------- | ---------- |
| 2008–09   | Milan Mačvan               | Hemofarm Stada             | [ 31 ]     |
| 2009–10   | Víctor Claver              | Power Electronics Valencia | [ 32 ]     |
| 2010–11   | Donatas Motiejūnas         | Benetton Bwin              | [ 33 ]     |
| 2011–12   | Jonas Valančiūnas          | Lietuvos Rytas             | [ 34 ]     |
| 2012–13   | Bojan Dubljević            | Valencia Basket (2)        | [ 35 ]     |
| 2013–14   | Bojan Dubljević (2)        | Valencia Basket (3)        | [ 36 ]     |
| 2014–15   | Kristaps Porziņģis         | Baloncesto Sevilla         | [ 37 ]     |
| 2015–16   | Mateusz Ponitka            | Stelmet Zielona Góra       | [ 38 ]     |
| 2016–17   | Rolands Šmits              | Montakit Fuenlabrada       | [ 39 ]     |
| 2017–18   | Džanan Musa                | Cedevita                   | [ 40 ]     |
| 2018–19   | Martynas Echodas           | Rytas Vilnius              |            |
| 2019–20   | Sin premio                 | Sin premio                 | Sin premio |
| 2020–21   | Aleksander Balcerowski     | Herbalife Gran Canaria     | [ 41 ]     |
| 2021–22   | Khalifa Diop               | Herbalife Gran Canaria (2) | [ 42 ]     |
| 2022–23   | Aleksander Balcerowski (2) | Herbalife Gran Canaria (3) | [ 43 ]     |
| 2023–24   | Zaccharie Risacher         | JL Bourg                   | [ 44 ]     |
| 2024–25   | Jean Montero               | Valencia Basket            | [ 45 ]     |

### Entrenador del Año
| Temporada | Entrenador              | Equipo                 | Ref.       |
| --------- | ----------------------- | ---------------------- | ---------- |
| 2008–09   | Oktay Mahmuti           | Benetton Basket Tamoil | [ 46 ]     |
| 2009–10   | Ilias Zouros            | Panellinios BC         | [ 47 ]     |
| 2010–11   | Aleksandar Petrović     | Cedevita Zagreb        | [ 48 ]     |
| 2011–12   | Jure Zdovc              | Spartak St. Petersburg | [ 49 ]     |
| 2012–13   | Fotis Katsikaris        | Uxue Bilbao Basket     | [ 50 ]     |
| 2013–14   | Andrea Trinchieri       | Unics Kazan            | [ 51 ]     |
| 2014–15   | Aíto García Reneses     | Herbalife Gran Canaria | [ 52 ]     |
| 2015–16   | Maurizio Buscaglia      | Aquila Basket Trento   | [ 53 ]     |
| 2016–17   | Pedro Martínez          | Valencia Basket        | [ 54 ]     |
| 2017–18   | Saša Obradović          | Lokomotiv Kuban        | [ 55 ]     |
| 2018–19   | Aíto García Reneses (2) | Alba Berlin            | [ 56 ]     |
| 2019–20   | Sin premio              | Sin premio             | Sin premio |
| 2020–21   | Zvezdan Mitrović        | Monaco                 | [ 57 ]     |
| 2021–22   | Dušan Alimpijević       | Frutti Extra Bursaspor | [ 58 ]     |
| 2022–23   | Erdem Can               | Türk Telekom B. K.     | [ 59 ]     |
| 2023–24   | Tuomas Iisalo           | Paris Basketball       | [ 60 ]     |
| 2024–25   | Pedro Martínez (2)      | Valencia Basket        | [ 61 ]     |